# Marta Botía
Pour les articles homonymes, voir Botía et Alonso.
Marta Botía Alonso est une chanteuse et auteure-compositrice-interprète espagnole, née le 15 septembre 1974 à Madrid.

## Biographie
Marta Botía Alonso a une sœur, Lidia, leur père est publicitaire et leur mère est directrice d'Iberia.
Marta Botía grandit dans le quartier madrilène de Lavapiés. Durant son enfance, elle est déjà intéressée par la musique et lorsqu'elle rencontre Marilia Andrés Casares au lycée, les deux forment le groupe Ella Baila Sola qui se sépare en 2001.

## Discographie

### AvecElla Baila Sola
- Ella Baila Sola, 1996
- EBS, 1998
- Marta y Marilia,  2000
- Grandes Éxitos, 2001

### En solo
- Cumplir lo prometido, 2002